# Distrito electoral 4 (Illinois)
El distrito electoral de 4 (en inglés: Precinct 4) es un distrito electoral ubicado en el condado de Monroe en el estado estadounidense de Illinois. En el Censo de 2010 tenía una población de 1158 habitantes y una densidad poblacional de 1.303,52 personas por km².

## Geografía
Según la Oficina del Censo de los Estados Unidos, el distrito electoral de 4 tiene una superficie total de 0.89 km², de la cual 0.89 km² corresponden a tierra firme y (0.29%) 0 km² es agua.

## Demografía
Según el censo de 2010, había 1158 personas residiendo. La densidad de población era de 1.303,52 hab./km². De los 1158 habitantes, estaba compuesto por el 97.84% blancos, el 0.17% eran afroamericanos, el 0% eran amerindios, el 0.69% eran asiáticos, el 0% eran isleños del Pacífico, el 0.43% eran de otras razas y el 0.86% pertenecían a dos o más razas. Del total de la población el 0.52% eran hispanos o latinos de cualquier raza.